# Gymnasium Starnberg
Das Gymnasium Starnberg ist ein 1938 gegründetes naturwissenschaftlich-technologisches und sprachliches Gymnasium in Starnberg im gleichnamigen Landkreis.

## Geschichte
Am 27. April 1938 wurde die Oberschule Starnberg gegründet. Im Jahr 1947 wurde das Abitur für die Schüler eingeführt. Zunächst befand sich die Schule in einer Villa am See. Doch als die Schüleranzahl immer weiter stieg, kaufte die Stadt ein Grundstück an der Rheinlandstraße, auf dem ab 1961 das Gymnasium in seiner jetzigen Form entstand.
Im Jahr 1988 entstand zum 50-jährigen Jubiläum der „Freunde des Gymnasiums Starnberg e. V.“, der sich gleich einem Förderverein für die Schule einsetzt.
Bereits im Jahr 2019 wurde ein erheblicher Sanierungsbedarf festgestellt, der 2021 mit vier Millionen Euro beziffert wurde. Im Jahr 2022 wurde beschlossen, dass die Sachaufwandsträgerschaft ab 2027 nicht mehr nur die Stadt Starnberg, sondern auch der Landkreis Starnberg übernehmen soll. Bis dahin zahlt der Landkreis eine Ausgleichspauschale.
Die Schüler der elften Klasse setzten sich 2023 für die Erinnerungsarbeit in Starnberg ein. So organisierten sie Gedenktafeln an Straßenschilder für die Opfer des Nationalsozialismus und einen Gedenkort auf dem zentralen Kirchplatz in Starnberg. Dafür wurden sie im März 2024 mit dem Otto-Wels-Preis für Demokratie der SPD ausgezeichnet.

## Ausbildungsrichtungen
Das Gymnasium bietet zwei verschiedene Zweige an:
- Sprachliches Gymnasium mit drei (vier) Fremdsprachen in der Reihenfolge Latein, Englisch, Französisch sowie optional Italienisch
- Naturwissenschaftlich-technologisches Gymnasium, mit der Sprachenkombination Englisch-Französisch oder Latein-Englisch

Zusätzlich wird seit dem Schuljahr 2009/10 eine Offene Ganztagsschule angeboten.

## Programme
An der Schule werden Chor- und Theaterprojekte angeboten. Zudem findet in der sechsten Jahrgangsstufe ein Skilager statt. Zudem gibt es in der achten Jahrgangsstufe Austauschprogramme nach Orpington, Verona und Dinard, sowie projektbezogene mehrtägige Seminare.

## Bekannte Absolventen
- Marie-Gabriele von Malsen-Tilborch, Politikerin
- Martin Zeil (* 1956), Politiker
- Stefan Frey (* 1975), Politiker
- Patrick Janik (* 1976), Politiker
- Michelle von Treuberg (* 1992), Schauspielerin